# Tulita
Tulita es una aldea canadiense situada en el territorio de Territorios del Noroeste.

## Superficie
Tulita tiene una superficie de 52,28 km².

## Demografía
En 2021, tenía 396 habitantes, una densidad poblacional de 7,6 hab./km², y 160 viviendas.